# Asplenium annetii
Asplenium annetii är en svartbräkenväxtart som först beskrevs av Jeanp., och fick sitt nu gällande namn av Arthur Hugh Garfit Alston. Asplenium annetii ingår i släktet Asplenium och familjen Aspleniaceae. Inga underarter finns listade.